# Le Dernier Évangile
Ne pas confondre avec l'œuvre musicale Le Dernier Évangile (Escaich) (1999) de Thierry Escaich.
Le Dernier Évangile (The Last Gospel) est un roman anglophone de David Gibbins paru pour la première fois en français aux éditions First en 2008.
On retrouve au centre du roman le personnage de Jack Howard, archéologue déjà au cœur des précédents romans de l'écrivain canadien : Atlantis et Le Chandelier d'or, ainsi que dans les épisodes suivants de la série, dont Tigres de guerre.

## Les personnages
Jack Howard : archéologue. Fondateur de l'Université maritime internationale (UMI) et découvreur de nombreux vestiges archéologiques.
Costas Kazantzakis : Grec. Ingénieur en chef de l'UMI.
Maria : professeur auxiliaire à l'UMI. Spécialiste des manuscrits.
Maurice Hiebermayer : égyptologue. A obtenu un contrat pour travailler sur le site d'Herculanum.
Jeremy : travaille pur l'UMI, ami de Jack Howard. Travaille à Londres.
Massimo : travaille pour la Surintendance archéologique à Rome.
Elizabeth d'Agostino : ancienne amie de Jack. Elle fait partie du personnel de la Surintendance archéologique chargé de la surveillance de la Villa des Papyrus.
Ben Kershaw : chef de la sécurité de l'UMI.
Iewan Morgan : ami et mentor de Jeremy. Détaché de l'Université de Brigham Young. A travaillé à Herculanum. Vit en Californie.
Helena Sélassié : d'origine éthiopienne. A fait ses études en Angleterre où elle a rencontré Jack Howard. Religieuse à Jérusalem. 
Yereva : religieuse. Gardienne de la chapelle arménienne dans l'église du Saint-Sépulcre à Jérusalem.
Cardinal Ritter : chef du concilium, organisation secrète fondée par Constantin chargée de défendre l'Église établie contre ce qu'elle  appelle des hérésies. Veut retrouver l'Évangile de Jésus pour le détruire.

## Synopsis
Le roman retrace l'histoire du plus secret et mystérieux des manuscrits de la chrétienté : l'Évangile de Jésus.
Celui-ci aurait été confié à l'empereur Claude peu de temps avant l'éruption du Vésuve qui détruisit la ville d'Herculanum (contrairement aux faits historiques, Claude n'aurait pas été empoisonné par Agrippine mais se serait caché et aurait fait croire à sa mort). Claude aurait confié le secret de l'emplacement du manuscrit à Pline l'Ancien.
Véritable jeu de piste, les indices laissés par Pline et Claude emmènent Jack Howard et son partenaire Costas Kazantzakis dans le monde entier et les confrontent à de grandes figures du paléochristianisme (le naufrage du navire de Saint-Paul, la reine guerrière celte Boadicée...) : des côtes siciliennes aux vestiges napolitains, des souterrains romains aux églises londoniennes en passant par la Californie, les deux archéologues croiseront la route de plusieurs alliés aussi bien que d'ennemis influents, prêts à tout pour que le secret du dernier évangile reste enfoui à jamais.